# Zharda
Zharda (biał. Згарда; ros. Згарда, Zgarda) – wieś na Białorusi, w obwodzie witebskim, w rejonie orszańskim, w sielsowiecie Krapiuna.